# Aqua (band)
 Denne artikel omhandler bandet Aqua. Opslagsordet har også en anden betydning, se Aqua.
Aqua er en dansk-norsk dance-popgruppe bestående af Lene Nystrøm (vokal), René Dif (vokal) og Søren Rasted (keyboards). Bandets oprindelige fjerde medlem, Claus Norréen (keyboards, guitar), forlod gruppen i 2016.
Aqua blev dannet i 1996 i København og fik internationalt gennembrud med debutalbummet Aquarium og singlen "Barbie Girl" i 1997. Den 14. august 2001 blev gruppen opløst, men den genopstod i 2007. Aqua er den bedstsælgende danske musikgruppe nogensinde, med 33 millioner solgte eksemplarer af deres udgivelser (mere end 23 millioner af dem er albummer og resten er singler).

## Karriere

### 1989-1999: Joyspeed,Aquariumog retssag
Gruppen begyndte i 1989 og ville skabe noget unikt i popmusik. Aqua var i begyndelsen kendt under navnet Joyspeed, og udgav singlen "Itzy Bitzy Spider", som nåede den svenske hitliste.
I 1996 udgav Aqua debutsinglen "Roses are Red", der blev deres nationale gennembrudshit. I maj 1997 udkom debutalbummet Aquarium, der hurtigt førte bandet til international succes. Med singlerne "Barbie Girl", "Doctor Jones" og "Turn Back Time" skrev bandet hurtigt historie som det første band med tre #1-singler på den britiske single-hitliste fra deres debutalbum. "Barbie Girl" er stadig blandt de 20 bedst sælgende singler i Storbritannien nogensinde og er den bedst sælgende skandinaviske single nogensinde og slår kunstnere som ABBA, A-ha, Björk og HIM. De næste singler "My Oh My", "Lollipop (Candyman)" og "Goodmorning Sunshine" blev også internationale hits. Efter Aquas internationale gennembrud lagde legetøjsfirmaet Mattel sag an mod bandet på grund af sangen "Barbie Girl", da de mente sangen havde seksuelle undertoner – en retssag Aqua endte med at vinde.

### 1999-2001:Aquariusog opløsning
I 1999 medvirkede Aqua på velgørenhedssangen "Selv en dråbe" til fordel for ofrene for Kosovokrigen, sammen med en række andre danske kunstnere. Efter Aqua havde turneret verden rundt og promoveret 'Aquarium', udgav de i 2000 deres andet album Aquarius, hvorfra "Cartoon Heroes", "Around the World" og "We Belong to the Sea" blev hits.
Aqua gik i opløsning 14. august 2001, men både René Dif, Lene Nystrøm og Søren Rasted fortsatte med musikken i solokarrierer. Størst succes fik Rasted med projektet Lazyboy og gruppen Hej Matematik, som består af ham selv og hans nevø Nicolaj Rasted. De udgav i 2007 singlerne "Gymnastik" og "Centerpubben" og i 2008 bl.a. "Walkmand". [kilde mangler]

### 2007-2015: Comeback,Greatest hitsogMegalomania
26. oktober 2007 annoncerede gruppen ved et pressemøde at de ville finde sammen igen for at udgive et opsamlingsalbum (angiveligt med visse af de numre, som skulle have været med på den aldrig udgivne tredje CD, som var på tegnebrættet, da gruppen blev opløst)[kilde mangler]. Ydermere ønskede gruppen at afholde nogle koncerter i Danmark, hvilket i sommeren 2008 betød at Aqua var et af hovednavnene på den landsdækkende turné Grøn Koncert.[kilde mangler]
Om årsagen til at gruppen igen skulle samles, nævnte Claus Norréen at årsagen til bruddet i 2001 var, at der var begyndt at opstå gnidninger imellem dem. De gnidninger skulle nu være væk, og de ville være klar til at starte på en frisk:
Fra vi startede i '94 var vi enormt meget sammen, og derfor opstod der gnidninger. Heldigvis stoppede vi, før det blev rigtig slemt. Tiden læger alle sår, og nu er vi klar til en ny omgang, hvor vi bare skal have det sjovt.
I 2009 opgav legetøjsfirmaet Mattel deres modstand mod "Barbie Girl" og anvender ovenikøbet sangen i deres reklamer for dukken Fab Girl Barbie Doll i en modificeret version. Dette har fået downloadsalget af sangen til at stige i USA 2009.
Greatest Hits-albummet udkom den 15. juni 2009.[kilde mangler] Det indeholder alle Aquas hidtidige singler samt tre nye numre: "Back To The 80's", "My Mamma Said" og "Live Fast, Die Young". Back To The 80's udkom som førstesingle 25. maj[kilde mangler] og var den første nye Aqua-sang i ni år.
To nye juveler til skattekisten var dog heldigvis ikke nok. Gruppen har altid været kunstnerisk ambitiøse, så de ønskede at lave ”verdens bedste popplade med højt til loftet – og samtidigt at få drejet Aqua ind i en ny lyd og i et nyt univers, med samme respekt og glæde for den gode melodi og tekst, som vi altid har haft.”
Efter et år i studiet, bl.a. med topproduceren Thomas Troelsen som sparringspartner, udkom Aquas tredje studiealbum Megalomania den 3. oktober 2011. Et album, der brød med eurodance-skabelonen og præsenterede Aqua som et modent electropop-band. Et modigt stilskifte, der blev honoreret med 4/6 stjerner i Danmarks førende musikmagasiner Gaffa og Soundvenue ved ord som "det bedste stykke af Aqua-kagen, der indtil nu er blevet serveret" og "Vellykket popchok".
Den første single "How R U Doin?", der udkom i marts 2011, opnåede en fjerdeplads på den danske hitliste.[kilde mangler] De to følgende singler, "Like a Robot" og "Playmate Like Jesus" udkom begge i september 2011. "Like a Robot" skulle fungere som single til diskotekerne, mens Playmate Like Jesus skulle fungere som single til radiostationerne.[kilde mangler]

### 2016-nu: Claus Noreens exit, jubilæums-udgivelse og fortsat aktivitet
I forbindelse med at Aqua blev annonceret som hovednavn ved koncertkonceptet 'Vi elsker 90'erne' den efterfølgende sommer, meddelte Claus Noreen i september 2016, at han forlod Aqua:
I takt med at mit musikalske fokus med tiden har fundet en noget anden klang, har jeg indset og accepteret, at min egen lyst til fortsat at turnere med Aqua ikke længere er til stede. Jeg føler desuden, at det ville være respektløst overfor både kollegaer, publikum samt mig selv, hvis det blot blev gjort halvhjertet fra min side. Derfor har jeg efter længere tids overvejelse, i fuld forståelse med resten af bandet og alle omkring mig, besluttet at stige af bussen nu og sige 1000 tak for turen. Først og fremmest til mine tre rejsekammerater, men så sandelig også 1000 tak til vores fans og alle de mange andre vidunderligere personligheder, som igennem årene har været med ombord.
I 2017 genudgav bandets pladeselskab Universal Music Aquarium - for første gang på vinyl - i anledning af 20-års-jubilæet. Der var kræset om genudgivelsen, som var på vandblå vinyl og inkluderede for første gang alle sangteksterne, samt bonusnummeret ’Didn’t I’. Dette kunne også mærkes på livefronten, hvor Aqua var det absolutte hovednavn på lang række succesfulde shows i Danmark, Norge, Sverige og Finland i løbet af 2017 og 2018.
Sangen "Barbie World" af Nicki Minaj og Ice Spice blev brugt til filmen Barbie fra 2023. Sangen sampler "Barbie Girl" af Aqua, og blev nomineret til Grammy Awards i 2024.. I efteråret 2024 tager Aqua på turné i Norden, hvor der bliver holdt en række større koncerter i bl.a. Oslo Spektrum, Jyske Bank Boxen og Royal Arena.

## Galleri
- Lene Nystrøm
- René Dif
- Søren Rasted
- Claus Noreen

## Diskografi

### Studiealbummer
- 1997 – Aquarium
- 2000 – Aquarius
- 2011 – Megalomania